# PEGIDA
Les Européens patriotes contre l’islamisation de l’Occident (en allemand Patriotische Europäer gegen die Islamisierung des Abendlandes, en abrégé PEGIDA) sont un mouvement allemand de droite populiste (rechtspopulistisch),, qui défend le nationalisme allemand, est islamophobe, d'extrême droite et opposé à l'immigration. Le mouvement est lancé le 20 octobre 2014 par Lutz Bachmann et une douzaine de personnes.
Depuis le mois d'octobre 2014, le mouvement manifeste chaque lundi à 18 h 30 dans un parc de la ville de Dresde. Les manifestants protestent contre la politique d'asile du gouvernement, dénoncent l'islamisme radical et refusent « l'islamisation de l'Allemagne »,.

## Histoire

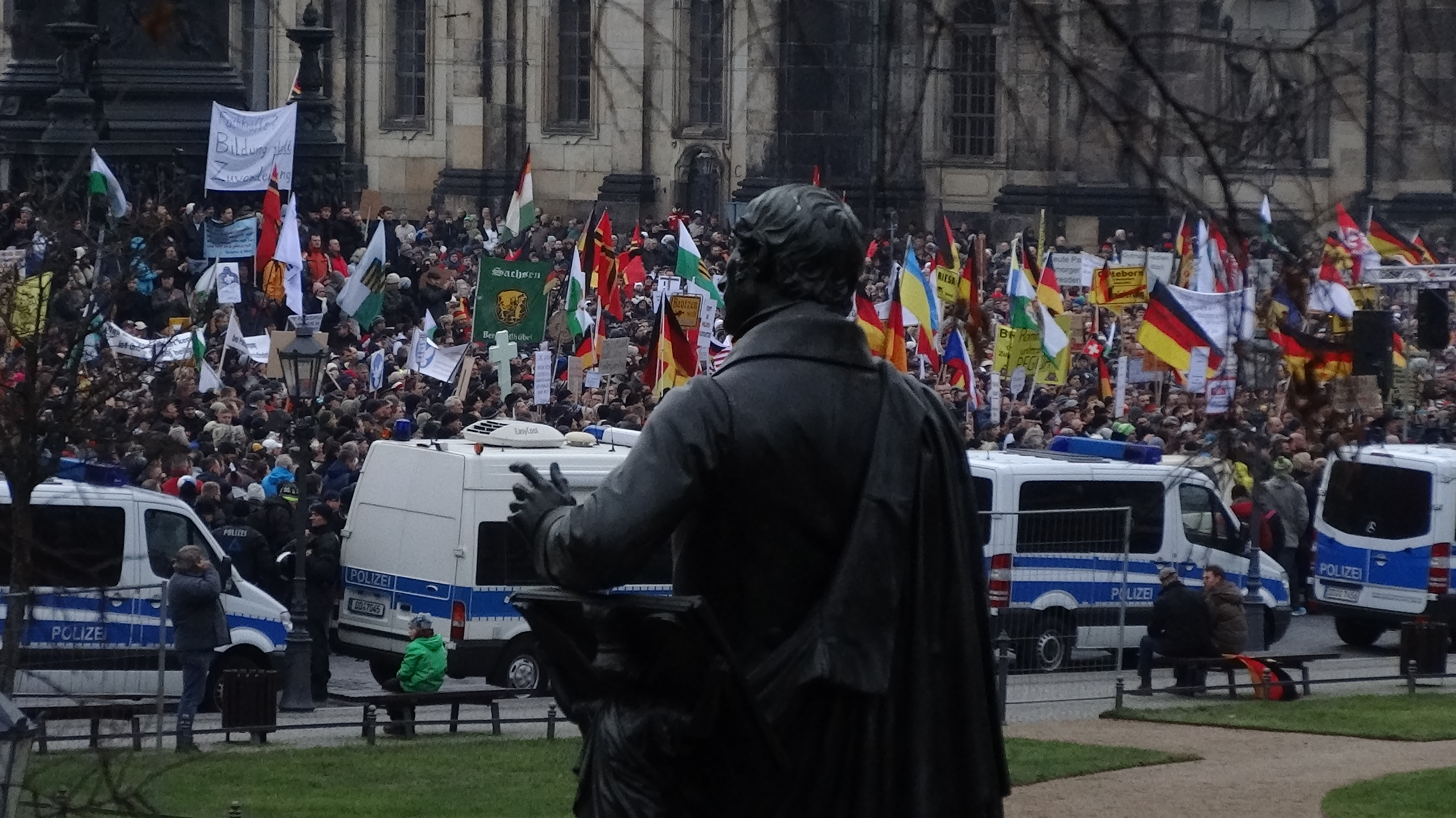
Manifestation en janvier 2015 à Dresde.

Les déclencheurs du mouvement sont les manifestations de Kurdes pour armer le PKK et les échauffourées dans les rues de Hambourg qui opposaient les Kurdes et les salafistes[réf. nécessaire]. Lors de la première manifestation, en octobre 2014, environ 500 personnes descendaient dans les rues contre la « Guerre religieuse sur le sol allemand ». À la 4e manifestation, le 10 novembre 2014, il y a environ 1 700 personnes. Puis, à la 5e manifestation, le 17 novembre 2014, selon la police allemande et les médias, il y a de 3 200 à 3 500 personnes. Le 24 novembre 2014, d'après la police, environ 5 500 personnes étaient présentes.
Le 1er décembre 2014, le nombre de manifestants passe de 5 500 à 7 500 personnes. Parmi eux, la police a compte de 80 à 120 personnes de la scène hooligan. Le 15 décembre 2014, environ 15 000 personnes battent le pavé à Dresde, 18 000 le 5 janvier 2015, plus de 25 000 selon les sources de police (40 000 selon les organisateurs) le 12 janvier. Le nombre de participants chaque semaine double presque,. La manifestation du 19 janvier est interdite par la police et annulée par ses organisateurs pour cause de menace d'attentat. Depuis le 13 avril 2015, mais ayant déjà commencé depuis le 13 janvier 2015, la mobilisation serait en forte baisse, malgré la venue du Néerlandais Geert Wilders.
À partir de septembre 2015, les autorités et la presse notent un « regain d’affluence » des manifestations de PEGIDA. En décembre 2015, alors que l'hymne du mouvement anti-immigration compte parmi les musiques les plus téléchargées sur la plate-forme amazon, Amazon Allemagne annonce vouloir faire don des bénéfices de cette chanson en faveur des réfugiés. PEGIDA, de son côté, déclare que les bénéfices qu'elle retire de la chanson seront consacrés à l'aide des sans-abris allemands,. Le mouvement organise une manifestation début janvier 2016 en réaction aux agressions sexuelles du Nouvel An 2016 en Allemagne. La police décide d'utiliser des canons à eau pour la disperser.

## Revendications

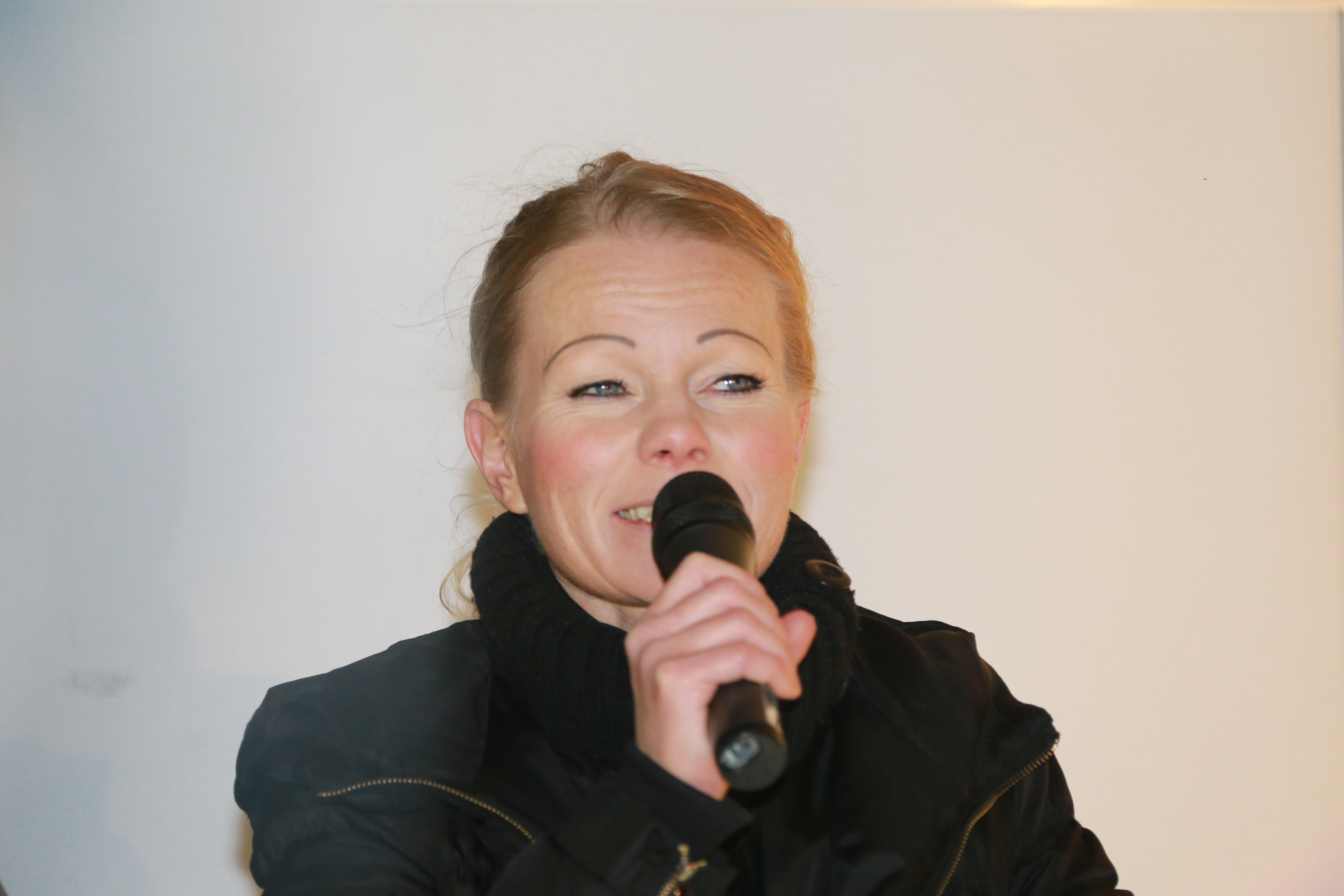
Kathrin Oertel.

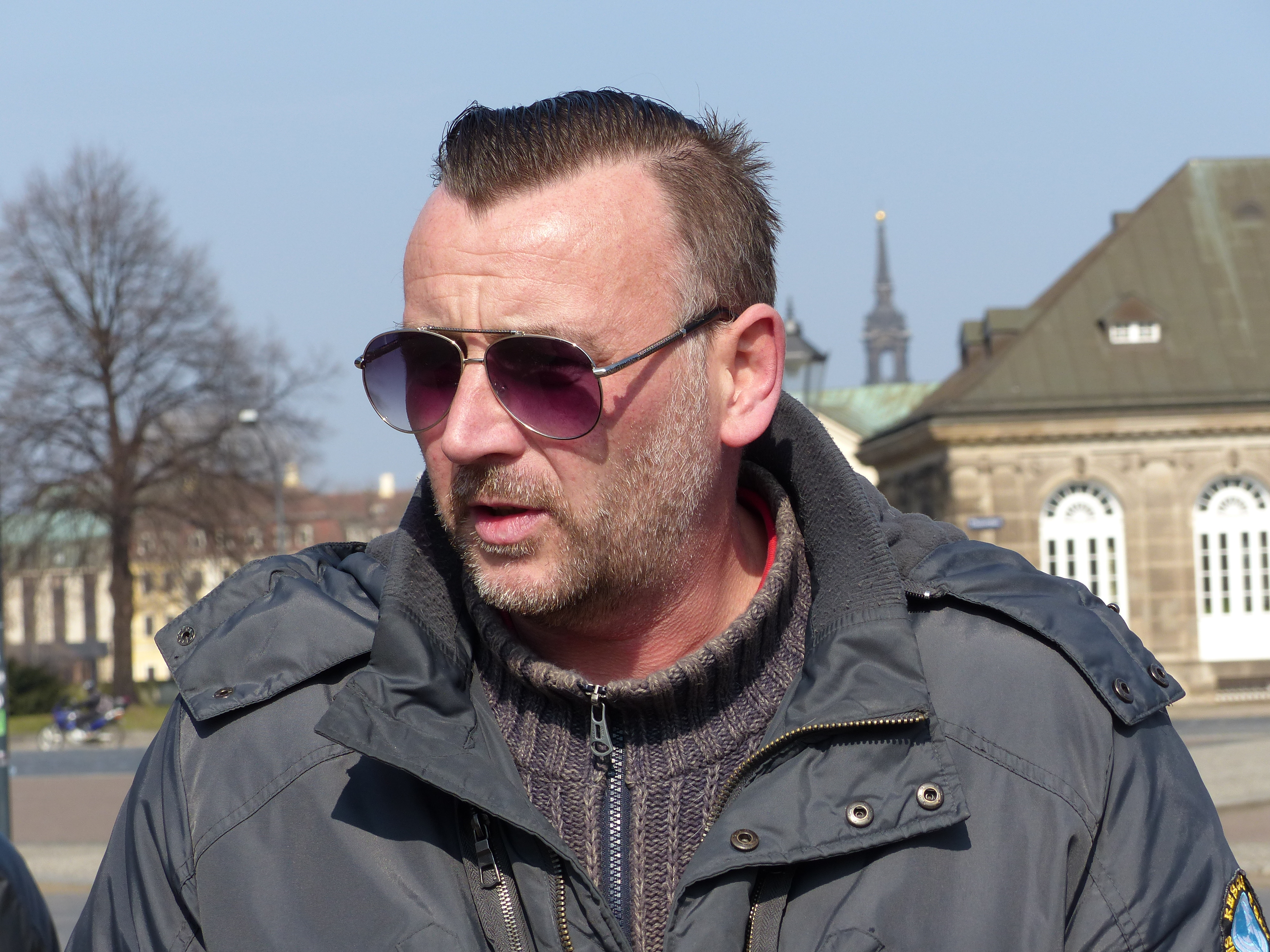
Lutz Bachmann.

Parmi les intervenants à la conclusion des rassemblements, huit demandes sont formulées sur la politique d'immigration, y compris plus de policiers et « tolérance zéro » contre « les groupes religieux radicaux » et « immigrés délinquants ». Dans les discours, sont demandés et exprimés la prévention contre « l'islamisation de l'Occident » et le désir de « préservation et […] la protection de notre identité allemande ». On y a mis en garde contre une « subversion religieuse radicale de notre culture judéo-chrétienne de l'Ouest ». Lors du rassemblement le 17 novembre 2014, un représentant de l'alliance de manifestation s'est exprimé contre l'abus de l'asile, mais pour l'admission des réfugiés de guerre.
Actuellement il y a des branches de PEGIDA partout en Allemagne, y compris à Cassel, Düsseldorf, Bochum, Munich, Wurtzbourg, Rostock, Bonn, la Frise orientale ainsi qu'au Canada, plus précisément au Québec ; elles veulent aussi manifester. À la suite de l'attentat contre Charlie Hebdo, le 12 janvier 2015, Lutz Bachmann invite les personnes présentes à une minute de silence. Il appelle à une loi sur l'immigration, à l'expulsion de tous les islamistes et à des référendums au niveau fédéral.

## Réactions
La plupart des partis politiques condamnent PEGIDA en parlant de rassemblements xénophobes à l'exception d'Alternative pour l'Allemagne. Son responsable, Bernd Lucke, considère légitimes la plupart des positions de PEGIDA et affirme que leurs revendications ne sont pas comprises par les politiciens. De manière similaire, la fraction de ce parti au sein du conseil municipal de Dresde a souhaité la bienvenue aux marches hebdomadaires de PEGIDA. En parallèle, un mouvement d'opposition à PEGIDA s'est mis en place organisant des contre-manifestations. Le 22 décembre, alors que 17 500 personnes défilent pour PEGIDA dans la capitale de Saxe, ils sont ainsi 20 000 dans toute l'Allemagne, notamment 12 000 à Munich, à arpenter les rues contre le racisme et l'exclusion.
La chancelière Angela Merkel appelle ses compatriotes à ne pas participer aux manifestations contre « l'islamisation de l'Occident », le 31 décembre 2014, dans son allocution de fin d'année et qualifie ces manifestations de « xénophobes et racistes ». Ces rassemblements, organisés principalement à Dresde, et copiés sur le modèle de ceux qui ont conduit à la Chute du mur de Berlin, embarrassent le pays depuis plusieurs semaines. Le ministre fédéral de la Justice, Heiko Maas (SPD), est l'un des critiques les plus virulents de PEGIDA qu'il considère être une « honte pour l'Allemagne » et a appelé une coalition de tous les partis contre PEGIDA.

## Analyses
Selon Werner Zettelmeier, chargé de recherches au Cirac, « Ces manifestations sont nées dans l’Est, où il y a seulement 2 % d’émigrés, et pas l’ombre d’un "péril d’islamisation". Les arguments de Pegida ne reposent sur aucun fait, mais misent sur la corde sensible, sur les émotions. Ce mouvement avant tout populiste joue sur l’aversion des élites, du gouvernement… C’est de l’Agitprop». Il explique le succès de PEGIDA par un « courant xénophobe, raciste, hostile à l’immigration » en Allemagne, des sondages recoupant le nombre d'allemands prêt à participer à une manifestation PEGIDA (13 %) avec ceux ayant des opinions populistes (10 à 15 %).

## Symboles

Logo de PEGIDA.
Texte de PEGIDA.
Drapeau (inspiré de celui de Josef Wirmer) fréquemment utilisé par les manifestants.

Les manifestants utilisent le drapeau allemand, le drapeau de la Saxe et drapeau de la Deutsche Burschenschaft, ainsi que le drapeau de Wirmer. Le logo de ce mouvement est un bonhomme qui jette une croix gammée nazie, un drapeau du PKK , un logo de l'Action antifasciste et un drapeau de l'État islamique dans une poubelle.

## Polémique
Le 21 janvier, le chef du mouvement, Lutz Bachmann, démissionne de ses fonctions à la suite de révélations du quotidien Bild : Bachmann traite auparavant sur Facebook les étrangers de « bétail » et de « bâtards » et poste une photographie de lui grimé en Adolf Hitler, photo qu'il a nié avoir prise par la suite.
Kathrin Oertel, qui le remplace, démissionne à son tour une semaine plus tard, en même temps que plusieurs autres dirigeants du mouvement. Le chef actuel est à nouveau Lutz Bachmann, qui démissionne en attendant les résultats de l'enquête sur les accusations faites contre lui.

## Hors d'Allemagne
Dès janvier 2015, des mouvements et des sites Internet se réclamant de PEGIDA se créent dans plusieurs pays d'Europe. Près de 200 personnes ont défilé contre l'islam, le 12 janvier 2015, à Oslo en Norvège à l'appel de PEGIDA. L'objectif est « d'attirer l'attention sur le fait qu'on a de gros défis, de gros problèmes liés à l'immigration musulmane en Norvège sous influence de l'islam ». Des manifestations similaires se sont déroulées en Suisse et en Autriche.
En France, l'écrivain Renaud Camus a voulu lui aussi organiser une manifestation « anti-islamisation » avec les mouvements Riposte laïque, Résistance républicaine, Bloc identitaire et d'autres groupes d'extrême droite. À la place, les organisateurs ont tenu une discrète conférence de presse, au cours de laquelle Renaud Camus a annoncé le lancement d’une section française de PEGIDA. Dans un post Facebook, où PEGIDA a fait ses « dix demandes sur la politique d'asile allemande » communiqués le 11 septembre 2015, PEGIDA a exprimé son appui total à Marine Le Pen. Ce post décrit la chef du Front national comme « la future présidente de la République française ».
Une manifestation « anti-islam » s'est aussi déroulée à Newcastle en Angleterre, le 18 février, rassemblant plus de 200 personnes.

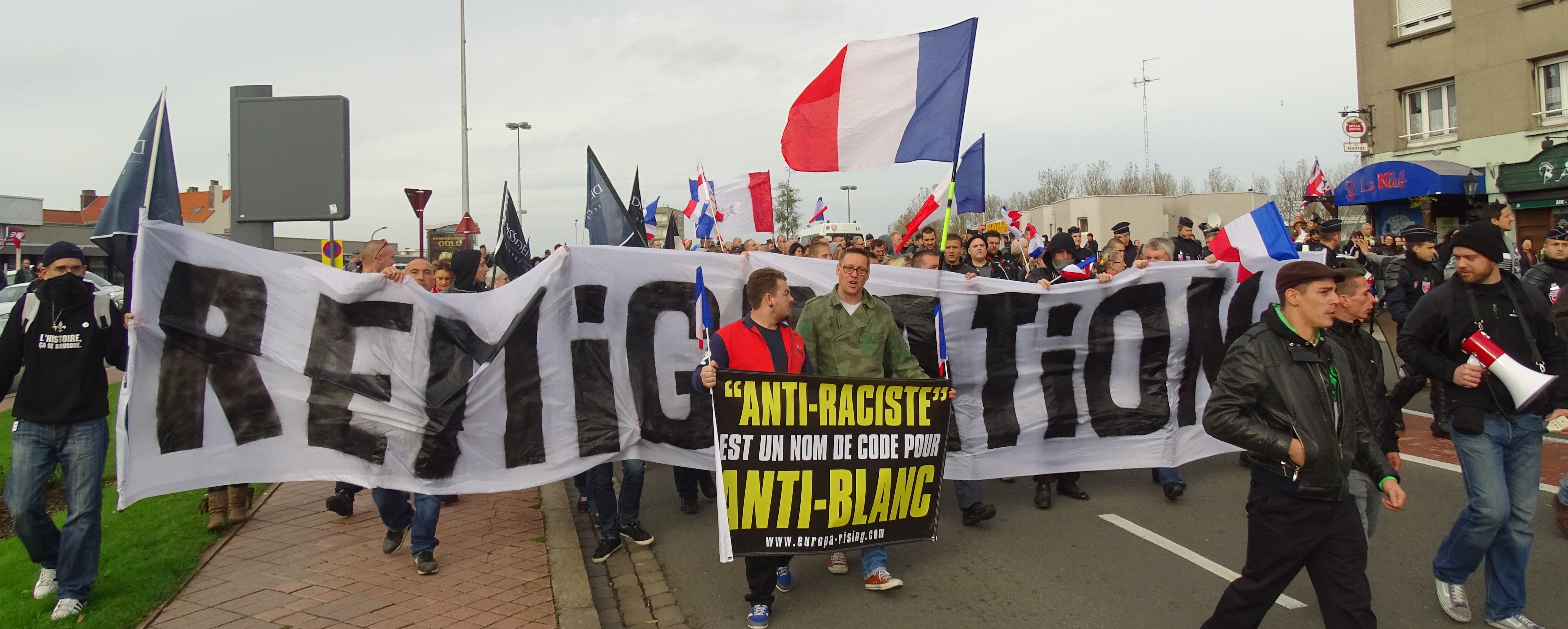
Manifestation contre l'immigration-invasion, les clandestins et l'islamisation de l'Europe le 8 novembre 2015 à Calais.

Créée en juillet 2015, l'association PEGIDA France est présidée par le normand Loïc Perdriel, 25 ans. Une première manifestation a lieu le 8 novembre 2015 suivie d'une deuxième le 6 février 2016, toujours à Calais, où les camps dits de « la Jungle » regroupent plusieurs milliers de réfugiés et migrants. Cette manifestation ayant été maintenue malgré une interdiction préfectorale, une vingtaine de militants d'extrême droite, dont Perdriel et le général Christian Piquemal, sont arrêtés.
L'association PEGIDA Suisse est la filiale suisse de PEGIDA, qui a été fondée le 9 janvier 2015, avec Ignaz Bearth comme porte-parole. Il est le seul membre connu du comité, composé d'une douzaine de personnes. Il est également l'ancien président du Parti suisse de la démocratie directe (Die Direktdemokratische Partei Schweiz), un petit parti d'une centaine de membres crée en 2012 et disparu en 2017. Après un désaccord entre le fondateur de PEGIDA, Lutz Bachmann, et Ignaz Bearth, Bachmann a declaré que Bearth n'est plus représentatif du mouvement. À partir de ce moment, Mike Spielmann et Tobias Steiger ont été les leaders de PEGIDA Suisse. Ils veulent la transformer en un parti politique, en consultation avec la direction centrale à Dresde.